# Чемпионат России по современному пятиборью 2005

Чемпионат России по современному пятиборью среди мужчин проводился на спортивной базе "Северный" и на Олимпийском учебно-спортивном центре "Планерная"   Химки- Московская область с 21 по 24 мая 2005 года.
Старт вышли 49 спортсменов из 6 регионов России, Москвы и Санкт-Петербурга. Медали разыгрывались в личном-командном первенстве. 
Было проведено два полуфинала, по результатам которых в финале 32 спортсмена разыграли награды чемпионата.
Главный судья - А.Ф. Авдеев, главный секретарь - Карташов А.М.

## Чемпионат России. Мужчины.Личное первенство
- Победитель и призёры.

| Дисциплина        | Золото                                               | Серебро                                    | Бронза                                             |
| Личное первенство | Туркин Алексей · КСДЮШОР · Ростовская область · 5528 | Великодный Алексей · УОР-1 · Москва · 5496 | Кузнецов Михаил · ШВСМ · Московская область · 5472 |

- Личное первенство. Итоговые результаты.

| Место | Спортсмен          | Год рождения | Город, Республика  | Команда | Стрельба | Фехтование  | Плавание     | Конкур | Кросс      | Сумма |
| ----- | ------------------ | ------------ | ------------------ | ------- | -------- | ----------- | ------------ | ------ | ---------- | ----- |
| 1.    | Туркин Алексей     | 1979         | Ростовская область | КСДЮШОР | 191/1228 | 832/16V-15D | 2.05,95/1292 | 1144   | 9.52/1032  | 5528  |
| 2.    | Великодный Алексей | 1983         | Москва             | УОР-1   | 173/1012 | 916/19V-12D | 2:09.22/1252 | 1060   | 9.33/1108  | 5496  |
| 3.    | Кузнецов Михаил    | 1983         | Московская область | ШВСМ    | 168/952  | 860/17V-14D | 1:58.27/1384 | 1200   | 9.41/1076  | 5472  |
| 4.    | Фролов Илья        | 1984         | Самара             | ШВСМ-5  | 174/1024 | 888/18V-13D | 2.03,70/1316 | 1040   | 9.21/1156  | 5424  |
| 5.    | Лебединец Алексей  | 1976         | Самара             | ШВСМ-5  | 179/1084 | 832/16V-15D | 2.06,63/1284 | 1128   | 9.38/1088  | 5416  |
| 6.    | Шуин Сергей        | 1984         | Московская область | ШВСМ    | 181/1108 | 804/15V-16D | 2.03,50/1320 | 1200   | 10.04/1112 | 5416  |

## Чемпионат России. Мужчины. Командное первенство.
- Итоговые результаты.

| Место | Команда              | Имя, Фамилия                                    | Сумма очков |
| ----- | -------------------- | ----------------------------------------------- | ----------- |
| 1     | Самарская область-1  | Лебединец Алексей Фролов Илья Яськов Николай    | 16 252      |
| 2     | Москва-1             | Сазонов Павел Галкин Дмитрий Великодный Алексей | 16 036      |
| 3     | Московская область-1 | Сергеев Дмитрий Шуин Сергей Кузнецов Михаил     | 15 924      |
| 4     | Ростовская область   | Моисеев Александр Туркин Алексей Секретев Павел | 15 804      |
| 5     | Санкт-Петербург-1    | Якушин А. Ярмольник М. Кухарев А.               | 14 396      |
| 6     | Москва-2             | Макаров Д. Грошев В. Косичкин А.                | 13 284      |
| 7     | Краснодарский край   | Савиков А. Телегин Д. Сантылов А.               | 13 236      |
| 8     | Санкт-Петербург-2    | Бондарев И. Ломакин Е. Солдатов П.              | 14 396      |
| 9     | Самарская область-2  | Овчаров В. Яннов А. Дрич В.                     | 13 016      |
| 10    | Башкортостан-2       | Ахметзянов Р. Попов Д. Перфильев Т.             | 12 948      |
| 11    | Башкортостан-1       | Сабирхузин Р. Зиятдинов Р. Ильяшенко Р.         | 12 200      |
| 12    | Кабардино-Балкария   | Ковалев С. Мищенков Д. Кутарай Г.               | 10 372      |
| 13    | Московская область-2 | Скребнев М. Назаров К. Сытник В.                | 10 016      |